# Zonder titel (Dirk Müller)
In het Martin Luther Kingpark in Amsterdam-Zuid ligt een titelloos artistiek kunstwerk. Het ligt in dat deel van het park ten westen van de Utrechtsebrug.
Het kunstwerk bestaat uit een in twee delen gespleten rotsblok. Kunstenaar Dirk Müller wilde in de periode van maak (1976) zo min mogelijk in de materie ingrijpen. Hij sneed een rotsblok van Belgisch blauw hardsteen in twee delen en plaatste die delen ongeveer 30 cm uit elkaar. Op de beide snijvlakken werd een messinglaag aangebracht, die in later jaren gestolen werd. Müller maakt meer van dit soort beelden, zoals te zien is in Rotterdam (hetzelfde principe maar dan met klei) en Leiden (waarbij er een wig tussen beide delen is te zien).